# Stranjani (Zenica, BiH)
Stranjani su naseljeno mjesto u sastavu općine Zenica, Federacija Bosne i Hercegovine, BiH.

## Povijest
U Stranjanima je 1961. godine izgrađena podružna crkva zeničke katoličke župe sv. Ilije Proroka. Proširena je 1974. godine. Pripada župi sv. Ilije.
Godine 1981. pripojena su joj naselja Dolac i Jagodići (Sl.list SRBiH 28/81 i 33/81)
U bošnjačko-hrvatskim sukobima u Srednjoj Bosni rimokatolička crkva je devastirana, a na groblju srušeno 50 nadgrobnih spomenika.
Župljani su htjeli sagraditi crkvu 1989., no nisu dospjeli zbog rata. Nova je crkva ipak sagrađena. 5. studenog 2017. nadbiskup metropolit vrhbosanski kardinal Vinko Puljić predslavio je Svetu misu uz koncelebraciju 9 svećenika pod kojom je blagoslovio filijalnu crkvu sv. Barbare u Stranjanima, koja pripada župi Sv. Ilije Proroka - Zenica.

## Stanovništvo
| Stranjani          |                |              |              |
| godina popisa      | 1991.          | 1981.        | 1971.        |
| Muslimani          | 1.098 (55,34%) | 692 (96,78%) | 699 (99,85%) |
| Hrvati             | 837 (42,18%)   | 16 (2,23%)   | 0            |
| Srbi               | 18 (0,90%)     | 0            | 0            |
| Jugoslaveni        | 18 (0,90%)     | 7 (0,97%)    | 0            |
| ostali i nepoznato | 13 (0,65%)     | 0            | 1 (0,14%)    |
| ukupno             | 1.984          | 715          | 700          |